# فهرست نبردهای شاهنشاهی هخامنشی
این مقاله فهرستی از جنگ‌ها و نبردهای شاهنشاهی هخامنشی با دولت‌های همسایه می‌باشد.

## فهرست
| سال                                         | نام نبرد                       | مکان                             | شاهنشاه هخامنشی | مخالفان                         | پادشاه دشمن                        | نتیجه               |
| ------------------------------------------- | ------------------------------ | -------------------------------- | --------------- | ------------------------------- | ---------------------------------- | ------------------- |
| ۵۵۲ تا ۵۴۹ پیش از میلاد                     | خیزش پارس‌ها                    | سرزمین پارس و سرزمین ماد         | کوروش بزرگ      | پادشاهی ماد                     | ایشتوویگو                          | پیروزی              |
| ۵۴۷ پیش از میلاد                            | فتح لیدیه                      | لیدیه                            | کوروش بزرگ      | پادشاهی لیدیه                   | کرزوس                              | پیروزی              |
| ۵۴۰–۵۳۹ پیش از میلاد                        | فتح بابل                       | بابل                             | کوروش بزرگ      | امپراتوری بابل                  | نبونعید                            | پیروزی              |
| ۵۲۹–۵۳۷ پیش از میلاد                        | حمله به سکاها                  | سرزمین سکاها                     | کوروش بزرگ      | امپراتوری سکاها                 | تهم‌رییش                            | شکست                |
| مه ۵۲۵ پیش از میلاد                         | فتح مصر                        | پلوزیوم، مصر                     | کمبوجیه دوم     | امپراتوری مصر                   | پسامتیخ سوم                        | پیروزی              |
| ۵۱۸ پیش از میلاد                            | شورش ساتراپی‌ها                 | تمام قلمرو هخامنشیان             | داریوش بزرگ     | ملل تابع هخامنشیان              | حاکمان محلی                        | پیروزی              |
| ۵۱۸ پیش از میلاد                            | حمله به هند                    | دره سند                          | داریوش بزرگ     | ماهاجاناپاداها                  |                                    | پیروزی              |
| ۵۱۳ پیش از میلاد                            | لشکرکشی داریوش به سکاها        | بالکان، اوکراین، شمال دریای سیاه | داریوش بزرگ     | سکاها                           | ایدانتیرسوس                        | پیروزی              |
| ۴۹۹–۴۹۳ پیش از میلاد                        | شورش ایونیان                   | آسیای کوچک، قبرس                 | داریوش بزرگ     | دولت-شهرهای یونان               | مگاباتس                            | پیروزی              |
| ۴۹۲–۴۹۰ پیش از میلاد                        | نخستین تهاجم ایرانیان به یونان | تراکیه، مقدونیه، سیکلدیز، آتن    | داریوش بزرگ     | دولت-شهرهای یونان               | میلتیاد                            | پیروزی              |
| اوت یا سپتامبر، ۴۹۰ پیش از میلاد            | نبرد ماراتون                   | ماراتن، آتن باستان، یونان باستان | داریوش بزرگ     | دولت-شهرهای یونان               | میلتیاد                            | شکست نسبی           |
| اوت یا سپتامبر ۴۸۰ پیش از میلاد             | نبرد ترموپیل                   | تنگه ترموپیل، یونان              | خشایارشا        | دولت-شهرهای یونان               |                                    | پیروزی              |
| ۴۸۰ پیش از میلاد                            | نبرد آرتمیزیوم                 | خلیج آرتمیزیوم                   | خشایارشا        | دولت-شهرهای یونان               | تمیستوکلس                          | پیروزی              |
| سپتامبر ۴۸۰ پیش از میلاد                    | نبرد سالامیس                   | تنگه سالامیس                     | خشایارشا        | دولت-شهرهای یونان               | تمیستوکلس                          | عقب نشینی استراتژیک |
| اوت ۴۷۹ پیش از میلاد                        | نبرد پلاته                     | پلاته                            | خشایارشا        | دولت-شهرهای یونان               |                                    | شکست                |
| ۲۷ اوت ۴۷۹ پیش از میلاد                     | نبرد میکال                     | میکال، ایونیا                    | خشایارشا        | دولت-شهرهای یونان               |                                    | شکست                |
| ۴۶۹ یا ۴۶۶ پیش از میلاد                     | نبرد یوریمدون                  | رود یوریمدون                     | خشایارشا        | دولت-شهرهای یونان، اتحادیه دلوس | تیفراتس                            | شکست                |
| ۴۳۱–۴۰۴ پیش از میلاد                        | جنگ پلوپونز                    | رود یوریمدون                     | اردشیر یکم      | آتن و متحدان، اتحادیه دلوس      |                                    | پیروزی              |
| ۴۰۱ پیش از میلاد                            | نبرد کوناکسا                   | ساحل رود فرات                    | اردشیر دوم      | اسپارت، کوروش کوچک              |                                    | پیروزی              |
| ۳۹۵–۳۸۷ پیش از میلاد                        | نبردهای کورنتیان               | یونان، دریای اژه                 | اردشیر دوم      | اسپارت، اتحادیه پلوپونزی        | آگسیلائوس دوم                      | پیروزی              |
| ۳۸۰ پیش از میلاد                            | حملهٔ به کادوسیان               | آتورپاتکان، تالش                 | اردشیر دوم      | کادوسیان                        | نامعلوم                            | پیروزی              |
| ۳۶۶–۳۶۰ پیش از میلاد                        | شورش بزرگ ساتراپ‌ها             | آناتولی                          | اردشیر دوم      | ساتراپ‌های شورشی                 | آریوبرزن وادفرداد داتامش اروند یکم | پیروزی              |
| ۳۵۱ پیش از میلاد                            | شورش قبرس و فنیقیه             | قبرس، فنیقیه، صیدا               | اردشیر سوم      | شورشیان مدیترانه                |                                    | پیروزی              |
| ۳۴۳ پیش از میلاد                            | نبرد پلوزیوم                   | پلوزیوم                          | اردشیر سوم      | شورشیان مصر                     | نکتانبوس دوم                       | پیروزی              |
| حملهٔ اسکندر به ایران (۳۵۵–۳۲۸ پیش از میلاد) |                                |                                  |                 |                                 |                                    |                     |
| بهار ۳۳۴ پیش از میلاد                       | نبرد گرانیک                    | رود گرانیک                       | داریوش سوم      | مقدونیه باستان                  | اسکندر مقدونی                      | شکست                |
| نوامبر ۵, ۳۳۳ پیش از میلاد                  | نبرد ایسوس                     | ایسوس                            | داریوش سوم      | مقدونیه باستان                  | اسکندر مقدونی                      | شکست                |
| ۱ اکتبر ۳۳۱ پیش از میلاد                    | نبرد گوگمل                     | گوگمل                            | داریوش سوم      | مقدونیه باستان                  | اسکندر مقدونی                      | شکست                |

## گاه‌شمار
| پاره‌ای از رویدادهای مهم دوران هخامنشی | پاره‌ای از رویدادهای مهم دوران هخامنشی                                            |
| ------------------------------------- | -------------------------------------------------------------------------------- |
|                                       |                                                                                  |
| شکل‌گیری و دوره آغازین                 |                                                                                  |
| ۷۰۵ پ. م                              | تأسیس پادشاهی هخامنشی به‌دست هخامنش                                               |
| ۶۵۰ پ. م                              | مرگ هخامنش و تاج‌گذاری چیش پیش                                                    |
| ۶۲۰ پ. م                              | مرگ چیش پیش و تاج‌گذاری کوروش یکم در انشان                                        |
| ۵۸۰ پ. م                              | مرگ کوروش یکم و تاج‌گذاری کمبوجیه یکم در انشان                                    |
| گسترش و تأسیس شاهنشاهی                |                                                                                  |
| ۵۵۹ پ. م                              | مرگ کمبوجیه یکم و تاج‌گذاری کوروش بزرگ                                            |
| ۵۵۳ پ. م                              | آغاز شورش کوروش علیه مادها                                                       |
| ۵۵۰ پ. م                              | شکست ایشتوویگو شاه ماد از کوروش و فتح هگمتانه                                    |
| ۵۵۰ پ. م                              | تأسیس شاهنشاهی هخامنشی به‌دست کوروش بزرگ                                          |
| ۵۴۹–۵۴۸ پ. م                          | فتح سرزمین‌های پارت، ورکانه و ارمنستان                                            |
| ۵۴۶ پ. م                              | فتح سارد پایتخت لیدیه و شکست کرزوس پادشاه لیدی                                   |
| ۵۳۹ پ. م                              | فتح بابل ثروتمندترین شهر غرب آسیا توسط کوروش                                     |
| ۵۳۹ پ. م                              | اجازه دادن کوروش به یهودیان تبعیدی به بازگشت به اورشلیم و ساخت کنیسه             |
| ۵۳۰ پ. م                              | نبرد کوروش با قبایل سکاها و شکست از ماساگت‌ها                                     |
| ۱۲ تا ۳۱ اوت سال ۵۳۰ پ. م             | درگذشت کوروش بزرگ                                                                |
| دوره شکوفایی                          |                                                                                  |
| ۵۲۹ پ. م                              | آغاز پادشاهی کمبوجیه دوم فرزند کوروش بزرگ                                        |
| ۵۲۵ پ. م                              | فتح مصر توسط کمبوجیه                                                             |
| ۵۲۵ پ. م                              | کمبوجیه سپاهی برای فتح لیبی و کارتاژ فرستاد و خود به سوی پارس بازگشت             |
| ۵۲۵ پ. م                              | گم شدن سپاه کمبوجیه بر اثر طوفان شن در صحرا                                      |
| ۵۲۲ پ. م                              | مرگ کمبوجیه در راه بازگشت از مصر                                                 |
| ۵۲۱ پ. م                              | غصب تخت پادشاهی توسط گئومات مغ (بردیای دروغین)                                   |
| ۵۲۱ پ. م                              | پیروزی داریوش بزرگ بر گئومات و تاجگذاری                                          |
| ۵۱۹ پ. م                              | سرکوب شورش‌های سراسری در بسیاری از ساتراپی‌ها توسط داریوش                          |
| ۵۱۸ پ. م                              | آغاز ساخت تخت جمشید به عنوان پایتخت جدید در پارسه                                |
| ۵۱۴ پ. م'                             | حمله داریوش به سکاها و فتح ناحیه شمال قفقاز و دریای سیاه                         |
| ۴۹۴ پ. م                              | شورش ایونیان در آسیای صغیر علیه هخامنشیان و به آتش کشیدن سارد                    |
| ۴۹۴ پ. م                              | جنگ لاده و شکست یونانیان به‌دست داریوش بزرگ                                       |
| ۴۹۲–۴۹۰ پ. م                          | پیروزی در نخستین تهاجم ایرانیان به یونان                                         |
| ۴۹۰ پ. م                              | جنگ ماراتن میان ایران و یونان و شکست هخامنشیان                                   |
| ۴۸۶ پ. م                              | داریوش در سن ۶۳ سالگی درگذشت                                                     |
| ۴۸۶ پ. م                              | تاج‌گذاری خشایارشا فرزند داریوش بزرگ                                              |
| ۴۸۵ پ. م                              | سرکوب شورش مصر توسط خشایارشا                                                     |
| ۴۸۴ پ. م                              | سرکوب شورش بابل توسط خشایارشا                                                    |
| ۴۸۰ پ. م                              | فتح آتن، پایتخت یونان توسط خشایارشا، بازپس‌گیری آتن توسط یونانیان در نبرد سالامیس |
| ۴۷۹ پ. م                              | شکست در جنگ پلاته از یونان                                                       |
| ۴۶۵ پ. م                              | قتل خشایارشا                                                                     |
| ۴۶۵ پ. م                              | آغاز پادشاهی اردشیر یکم فرزند خشایارشا                                           |
| ۴۶۵ تا ۴۲۴ پ. م                       | ساخت بنای میترا و آناهیتا                                                        |
| ۴۲۴ پ. م                              | مرگ اردشیر یکم                                                                   |
| دوره نابسامانی                        |                                                                                  |
| ۴۲۴ پ. م                              | تاج‌گذاری خشایارشای دوم                                                           |
| ۴۲۴ پ. م                              | قتل خشایارشای دوم                                                                |
| ۴۲۴ پ. م                              | تاج‌گذاری داریوش دوم                                                              |
| ۴۰۵ پ. م                              | شورش مصر و اعلام استقلال                                                         |
| ۴۳۱–۴۰۴ پ. م                          | دخالت ایران در جنگ داخلی یونان                                                   |
| ۴۰۴ پ. م                              | مرگ داریوش دوم                                                                   |
| ۴۰۴ پ. م                              | تاج‌گذاری اردشیر دوم                                                              |
| ۳۹۵–۳۸۷ پ. م                          | دخالت ایران در جنگ داخلی یونان                                                   |
| ۳۸۷ پ. م                              | تحمیل صلح آنتالکیداس توسط ایران به یونانیان                                      |
| ۳۵۹ پ. م                              | مرگ اردشیر دوم                                                                   |
| دوره تجدید قدرت                       |                                                                                  |
| ۳۵۹ پ. م                              | تاج‌گذاری اردشیر سوم                                                              |
| ۳۴۳ پ. م                              | فتح دوباره مصر توسط اردشیر سوم                                                   |
| ۳۳۸ پ. م                              | قتل اردشیر سوم به دست باگواس                                                     |
| ۳۳۸ پ. م                              | آغاز پادشاهی اردشیر چهارم                                                        |
| ۳۳۶ پ. م                              | قتل اردشیر چهارم توسط باگواس                                                     |
| ۳۳۶ پ. م                              | تاج‌گذاری داریوش سوم                                                              |
| دوره زوال و فروپاشی                   |                                                                                  |
| ۳۳۴ پ. م                              | آغاز حمله اسکندر مقدونی به ایران                                                 |
| ۳۳۴ پ. م                              | نبرد گرانیک و شکست ارتش داریوش سوم                                               |
| ۳۳۳ پ. م                              | نبرد ایسوس و شکست ارتش داریوش سوم                                                |
| ۳۳۱ پ. م                              | نبرد گوگمل و شکست ارتش داریوش سوم                                                |
| ۳۳۰ پ. م                              | کشته شدن داریوش سوم                                                              |
| ۳۲۸ پ. م                              | کشته شدن اردشیر پنجم (پادشاه خود خوانده) و فتح ایران به‌دست اسکندر مقدونی         |

## نگارخانه

نبردها و تکامل سرزمینی هخامنشیان
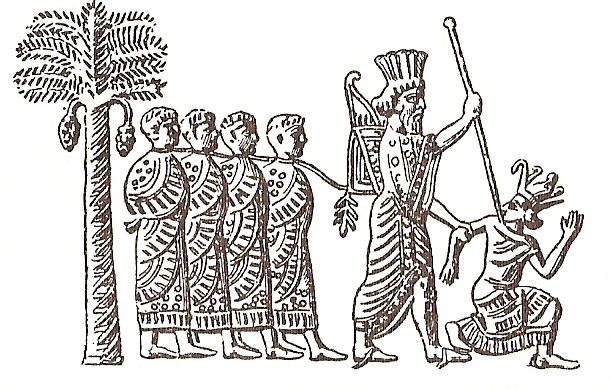
اسیر شدن فرعون مصر به دست شاهنشاه ایران طی نبرد پلوزیوم و فتح مصر
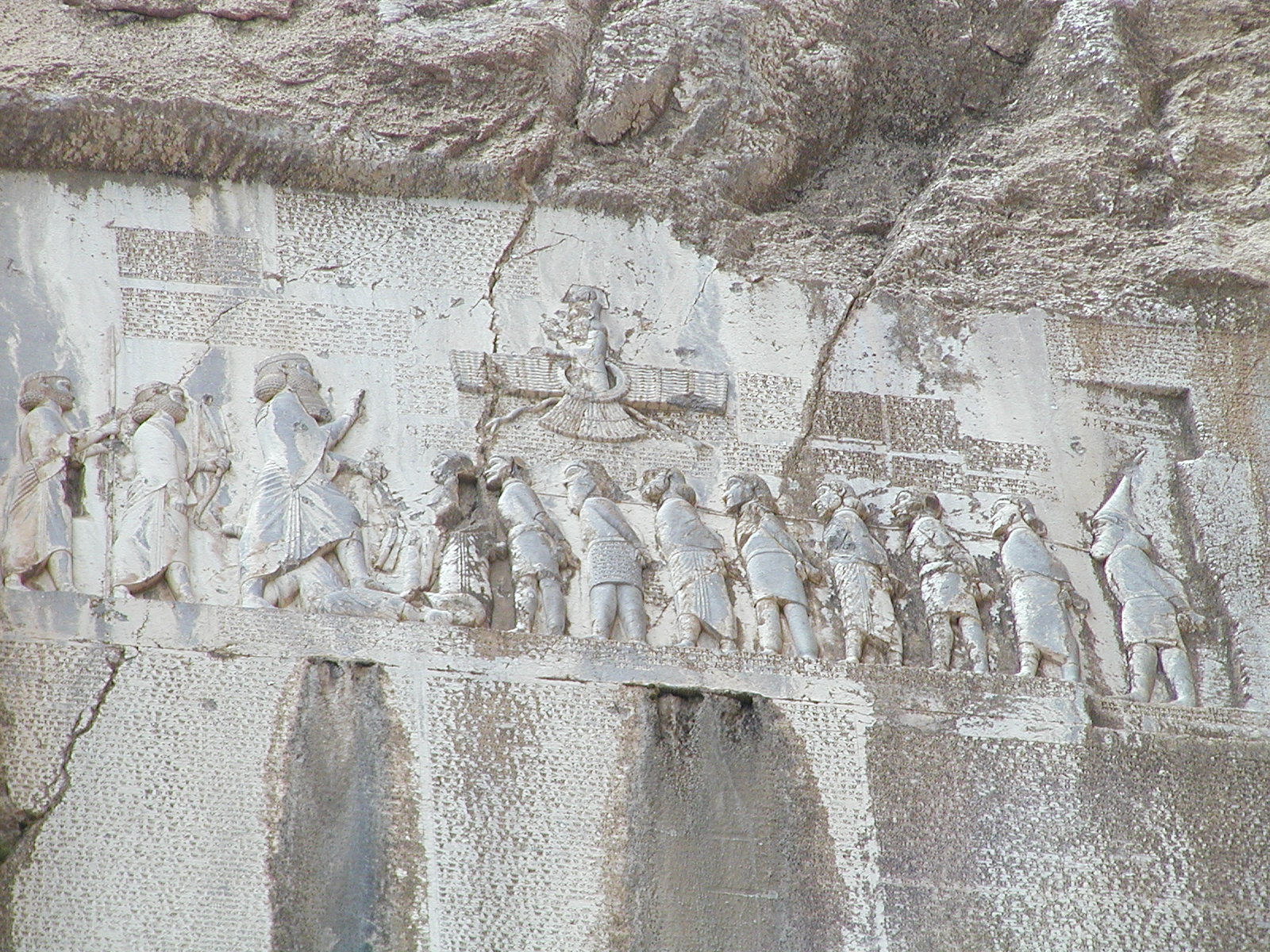
سنگ نگاره به بند کشیدن پادشاهان شورشی به دست داریوش بزرگ در کتیبه بیستون
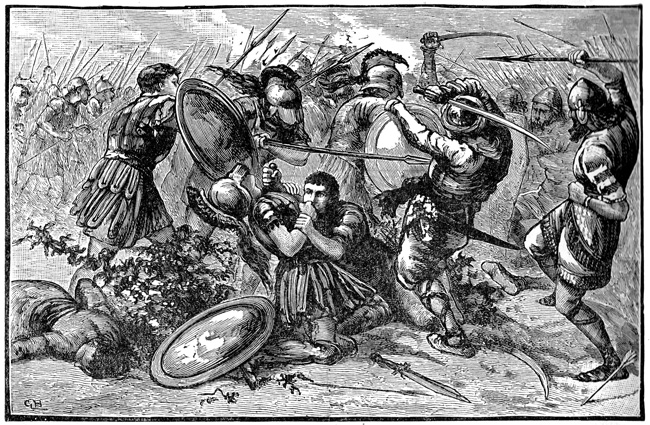
نگاره ای از نبرد کوناکسا